# 슈리성

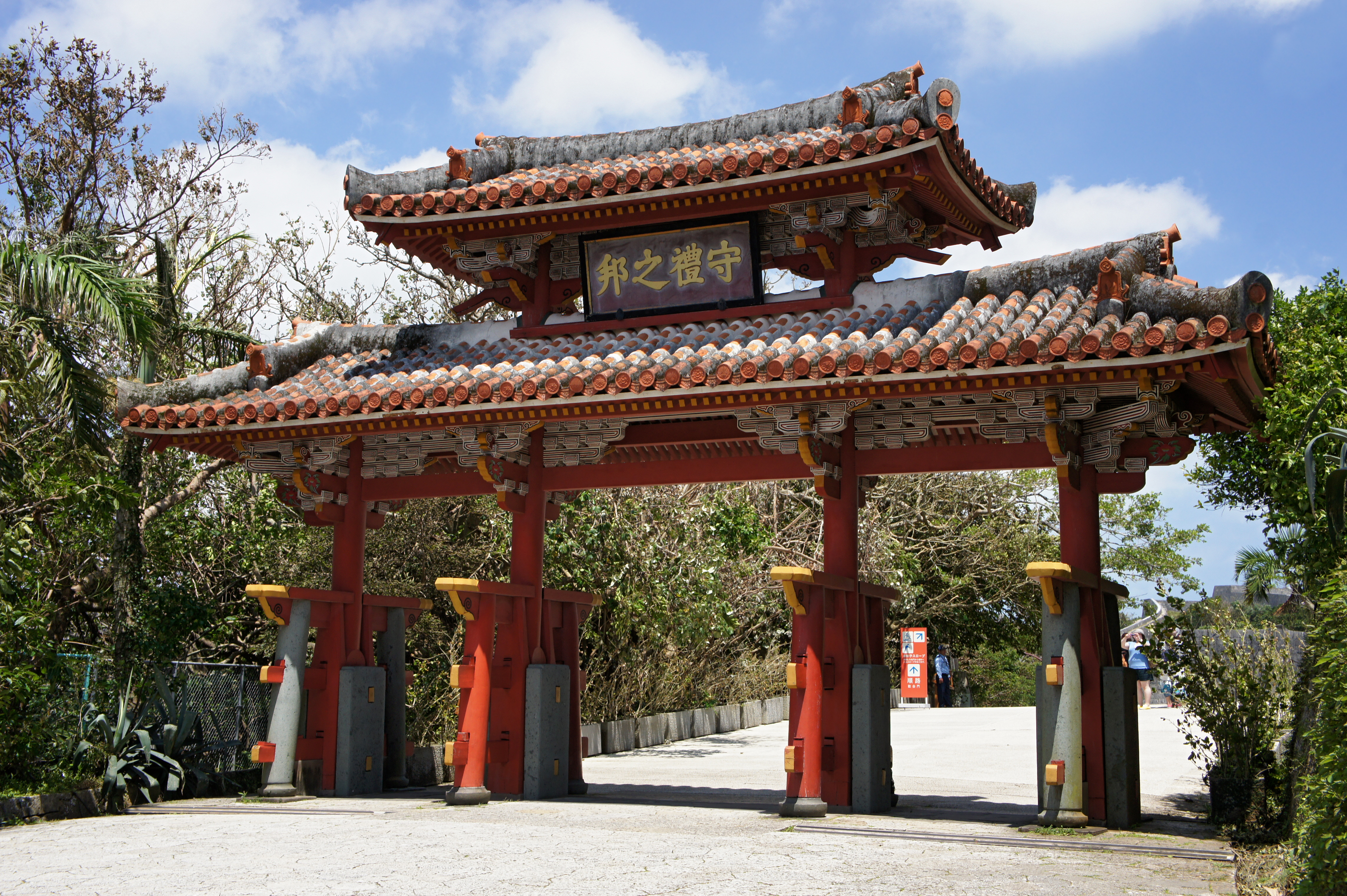
슈리성 수례문(守禮門)의 모습.

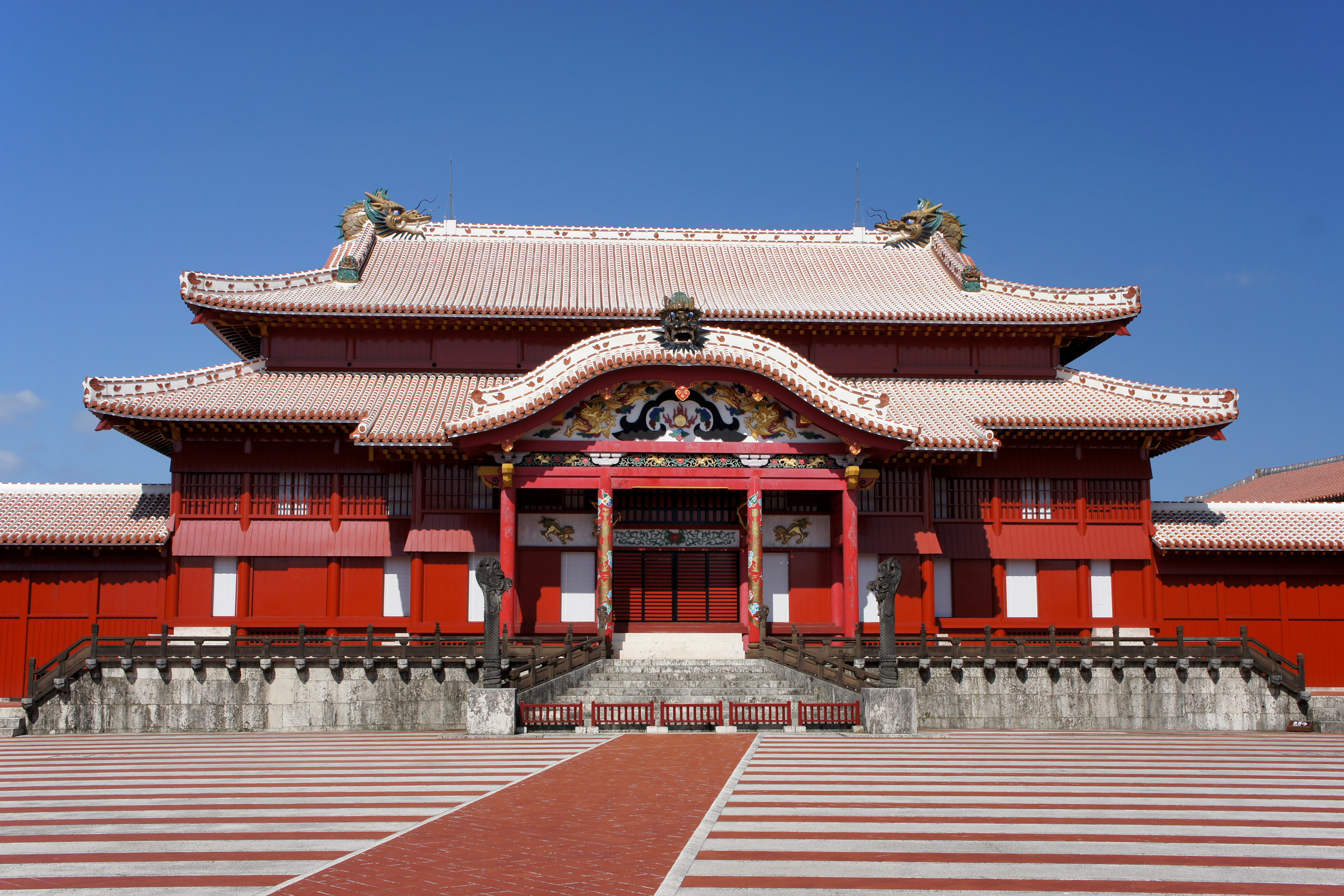
슈리성 정전(正殿)의 모습.

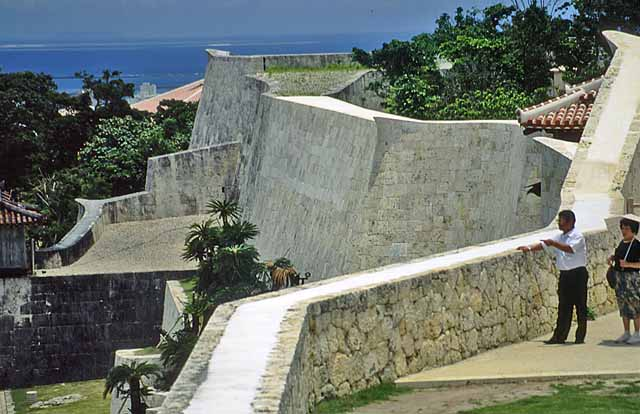
슈리성 성벽의 모습.

슈리성[首里城, 오키나와어: 首里城(スイグシク)]은 일본 오키나와현 나하시에 있는 성으로, 예전에는 해외 무역의 거점인 나하항을 내려보는 언덕에 있었다.

## 개요
류큐국의 수도였던 슈리에 위치한 왕성으로, 오키나와현 내 최대 규모의 성(구스쿠)이다. 전쟁 전에는 세이덴 등이 국보였지만, 1945년의 오키나와 전투와 전쟁 후의 류큐 대학 건설에 의해 완벽하게 파괴되어, 얼마 안되는 성벽이나 건물의 기초 등의 일부가 남아 있다.
1980년대 전말의 류큐 대학의 니시하라정으로 이전과 함께, 본격적인 복원은 1980년대 말부터 행해져, 1992년에, 세이덴 등 옛 유적을 묻어서 되돌리는 형태로 복원되었다. 1993년에 방송된 NHK 대하 드라마 《류큐의 바람》의 무대가 되었다. 2000년 12월, “구스쿠 유적 및 류큐국 유적”으로 세계문화유산으로 등록되었지만, 등록은 “슈리성 터”로, 복원된 건물이나 성벽은 세계유산이 아니다.
주위에는 같은 세계유산에 등록된 다마우둔, 소노햔우다키 석문 외, 제2쇼씨의 보다이 절인 엔카쿠 절 터, 국학 공자 묘적, 뱃놀이가 행해진 연못인 류후치, 베자이덴도 등의 문화재가 있다.

## 역사

### 류큐국 왕조의 궁성
슈리성의 창건시대는 명확하지 않다. 근년의 발굴조사에서 가장 오래된 건물 흔적이 14세기 말의 것으로 추정되어, 삼산 시대에는 중산(中山)의 성으로서 쓰였던 것이 확인되었다. 대체로 오키나와 일대에 많은 구스쿠가 지어졌던 13세기 말부터 14세기 사이에 슈리성도 세워졌을 것으로 생각된다. 삼산 시대를 통일하고 류큐 왕조(제1 쇼 씨 왕조)를 세운 쇼하시 왕은 슈리성을 류큐 왕국의 수도성으로 쓰게 되었다. 동시에 슈리는 수도로서 번영을 누렸고, 제2 쇼씨 왕조에서도 변함은 없었다.
쇼 하시(尚巴志)가 삼산(三山)을 통일하고 류큐 왕조(琉球王朝)를 세웠을 때, 슈리성은 왕가의 거성으로써 사용되기에 이른 것으로 보인다. 동시에 슈리성은 수도로써 번영을 누렸으며, 제2쇼씨 왕조 때에도 마찬가지였다. 사료에 기록되어 있는 선에서만 보더라도 슈리성은 여러 차례 화재로 소실되었다. 그리고 화재 때마다 몇 번이나 다시 재건되었는데, 쓸만한 목재를 구하기 어려웠던 오키나와에서는 일본 사쓰마번(薩摩藩)으로부터 목재를 제공받거나, 미리 목재의 수요를 헤아려서 섬 본토 북부에 목재 조달을 위한 인공 숲을 조성하기도 하였다. 첫 번째 소실은 1453년으로제1쇼씨 왕조의 쇼킨부쿠왕(尚金福王)의 승하 뒤에 발생한 왕위 계승 다툼인 시로(志魯) ・ 후리(布里)의 난으로 성내가 완전히 파괴되었다. 이때 재건된 슈리성의 외관 구조에 대해서는 한국의 《조선왕조실록》에서 기술을 찾아볼 수 있다. 조선 세조 2년(1456년) 2월에 목격한 기록으로써 슈리성은 「외성」(外城)과 「중성」(中城), 「내성」(内城)의 삼중 구조로 구분되었으며 외성에는 창고나 마굿간, 중성에는 200여 명 정도의 경비병이 배치되어 있었고 내성에는 중층 지붕을 가진 「각」(閣)이 있었으며, 내부는 3층으로 지어져 있어 3층은 보물을 보관하고 가운데 층에는 왕이 머물렀으며 시녀가 백여 명 정도 있었고, 1층에는 주식(酒食)을 공급받는 집회소가 있었으며 그 모습이 조선의 경복궁 근정전과 비슷한 모양이었다고 기록하고 있다. 두 번째 소실은 1660년의 일로 재건은 11년이라는 시간을 필요로 했다. 1709년 세 번째 화재가 발생하여 정전과 북전(北殿) ・ 남전(南殿) 등이 소실되었다. 이때에는 류큐 왕국의 재정이 궁핍했기 때문에 1712년 사쓰마 번으로부터 2만 개에 달하는 원목을 제공받았다. 오늘날의 슈리성 건축은 그 세 번째의 화재 이후에 재건된 1715년에서 1945년까지의 모습을 기반으로 하고 있다. 1712년에 일본에서 발간한 《화한삼재도회》(和漢三才図会)에서는 슈리성이 「류큐국」(琉球国) 항목의 삽화(지도) 속에 그려져 있다.

### 왕국의 멸망과 유적 재건
1879년 류큐 처분으로 류큐가 멸망하고 오키나와현이 설치된 뒤 정전 등 슈리성의 건물은 정부 소재지로써의 역할을 잃었고, 일본 육군 제6사단의 군영으로 쓰이다 슈리구(후의 슈리 시)에 매각되어 학교 따위의 건물로 이용되었다. 왕궁이 사라진 슈리성은 빠르게 황폐해졌고 노후화가 심해져 붕괴 직전까지 갔다. 이미 몇 개의 문은 부서진 상태였고 정전의 해체도 검토되었으나, 이토 츄타, 가마쿠라 요시타로 등 관계자들의 노력으로 보존이 결정되어, 쇼와 초기에 해당하는 1928년 ~ 1933년까지 슈리성 정전의 개수공사를 마치고 일본의 국보로 지정되었으며, 현사 오키나와 신사의 본전으로써 미나모토노 다메토모(源爲朝)와 함께 류큐의 역대 국왕이 이곳에 모셔졌다.
태평양 전쟁 중 오키나와 전투에서 일본군은 슈리성 아래에 지하 참호를 파서 총사령부를 두었고, 1945년 5월 25일부터 사흘에 걸쳐 미군 미시시피함 등으로부터 포격을 받아 27일에 소실되었다. 또한 미군의 오키나와 상륙 과정에서 미군과 일본군 간에 벌어진 격렬한 전투로 슈리성 아래의 마을들을 비롯해 류큐 역대 국왕의 보물이나 류큐 왕국의 행정 문서를 포함한 많은 문화재가 파괴되었다. 패전 뒤에는 슈리성 터에 류큐 대학이 세워지면서 많은 유구가 헐리거나 묻혀 버렸다.
1958년에 수례문이 재건된 것을 시작으로 엔카쿠 절문 등 부근의 건축부터 재건이 시작되어, 1972년 오키나와현이 일본으로 복귀하게 된 후에는 성의 입구에 해당하는 회합문과 주위의 성곽이 재건되었다. 1979년에 류큐 대학이 이전하고 1980년대에 오키나와현과 일본 정부에 의해 슈리성 재건계획이 책정되어, 본격적인 복원이 시작되었다. 1989년, 슈리성 유구의 발굴조사나 쇼와 초기의 정전 개수 도면 · 사진자료, 현지 노인의 기억 등을 토대로 공예가나 직인을 동원되어 슈리성의 장식 · 건축기술의 복원 작업과 함께 정전 재건이 시작되었다. 1992년에는 정전을 중심으로 하는 건축물 등 이곳으로 이어지는 문의 여러 성곽이 재건되어 슈리성 공원이 개원했다. 현재는 슈리성을 중심으로 한 일대가 슈리성 공원로서 정비 · 공개가 권유되고 있으며, 정전 뒷편에 해당하는 성곽이나 건축물들의 재건사업도 계속 행해지고 있다.
2000년에 슈리성은 오키나와의 다른 구스쿠과 함께 구스쿠 유적 및 류큐국 유적이라는 이름으로 세계유산으로 등록되었다.

### 일본 국보 오키나와 왕궁의 전소
2019년 10월 31일 화재로 전소되었다. 이번 불은 세이던(정전)에서 시작되어, 정전의 남쪽과 북쪽에 있던 남전과 북전으로 번져 나갔다. 오전 2시 30분 경 화재 경보기에서 열기가 감지되었고, 10분 후 소방 당국에 신고가 들어갔다. 이번 화재로 인해 왕궁의 정전, 남전, 북전 등이 전소하였으며, 현지 언론에 의하면 4,200 평방 미터를 차지하고 있던 6개 동 건물이 모두 불탔다고 한다. 오키나와 경찰 당국이 NHK에게 인터뷰한 바에 따르면, 경비원이 이상 징후를 감지하고 정전 내부로 들어갔을 때에는 이미 연기가 가득했다고 한다. 경찰은 방화의 가능성은 배제한 채로 수사에 들어갔고, 이후 정전의 북동쪽에 있던 배전판에서 전기 합선이 일어났을 가능성을 제시하였다. 수사 팀은 화재가 일어나기 전, 정전에 부착된 한 감시카메라에서 배전판이 있던 쪽에서 번쩍이는 섬광이 순간 포착되었다고 사라졌다고 밝혔다. 당시 시간대에는 번개나 기타 인공적인 광원이 슈리성 내부에 있지 않았던 점을 감안하여, 이번 화재의 원인을 전기 합선으로 추정하고 있다.
2019년에 일어난 화재와, 이전 1453년, 1660년, 1709년, 1945년에 일어났던 대대적인 화재 사건을 모두 포함하여 슈리성은 지금까지 총 5번의 화재 피해를 입게 되었다. 오키나와의 시장은 '슈리성은 류큐국의 역사와 문화의 상징이었다'라고 말했고, 슈리성을 다시 복원할 것을 천명하였다. 스가 요시히데 관방장관은 '슈리성은 오키나와의 극도로 중요한 상징물'이라고 입장을 밝히며, 복원 작업에 대대적인 지원을 약속하였다. 유네스코 또한 화재 복구에 힘을 보탤 것을 약속하였으며, 나하 시는 시민들의 자발적인 모금함을 설치하여 3일만에 1억 엔이라는 모금액을 모았다.

## 구조
슈리성은 외곽과 내곽으로 되어 있고, 우나(御庭)라 불리는 광장에 서있는 정전, 북쪽 궁전과 남쪽 궁전등의 건물은 내곽에 집중되어 있다. 내곽에는 즈이센(瑞泉)문, 로코쿠(漏刻)문등 아홉 개의 문이, 외곽에는 환합(歓会)문, 구경(久慶)문 등 4개의 아치문이다. 한국의 《조선왕조실록》에는 왕궁의 이름을 건청전(乾淸殿), 정문(正門)을 자신문(紫宸門)이라고 불렀다는 기술이 전하고 있다.
다른 일본의 성과는 달리 , 슈리성은 중국의 성의 영향을 크게 받았다. 문이나 각종 건축물은 옻나무로 주홍칠이 되어 있어, 기와 지붕에는 초기는 고려기와, 후에 적와가 쓰여져, 각 부의 장식에는 국왕의 상징인 용이 많이 쓰였다. 또, 전란이 없는 류큐국 시절에 재건된 적도 있어, 군사적 목적보다도 정치적 중심지로서의 역할을 중심으로 설계되어 있다. 성곽은 다른 구스쿠와 같이, 류큐에서 주로 나는 석회암으로 쌓아 올려져 있다.
왕이 거주하는 중심부는 정전(正殿)이라 불리며, “가라하후”(唐破風)라고도 불린다. 안에는 1층과 2층의 양쪽에 우사스카(御差床)라는 옥좌가 만들어져 있으며, 2층의 우사스카 위에는 청나라 황제로부터 하사받은 현판이 장식되어 있었으나 오키나와 전투에서 모두 소실되고, 강희제가 내린 중산세토(中山世土)라는 편액만이 재현 복원되어 걸려 있다.
정전 앞에는 신료들이 알현하거나 중국에서의 책봉 사절을 맞아들이기 위한 우나가 만들어져 있다. 그것을 에워싸듯이 정치 시설인 북쪽 궁전, 의례 등에 쓰였던 남쪽 궁궐, 뜰로의 입구가 되는 봉신(奉神)문이 세워져 있다. 게다가 그것을 각종 문·성벽이 둘러싸는 형태로 되어있다. 이들 구조는, 중국의 자금성과의 유사성이 지적되고 있다. 그리고 남쪽 궁전은 사쓰마번의 접대를 위해 쓰였기에, 여기만 일본풍의 의장이 쓰였다.
슈리성에서는 현재도 세이덴 뒤쪽의 새 생활 공간에 대한 건물의 복원이 진행되고 있다. 다만, 본래의 목조건축로서 복원된 건물은 세이덴 뿐이다. 본전은 오키나와섬 북부의 산에서 큰나무를 옮기는 “목예식” 등의 의식이 행해져, 대만 등에서 목재를 써서 재건되었다. 다른 건물에는 콘크리트를 쓰는 등 외관만을 복원하였다. 옛 성벽은 일부가 남겨져 있고, 새로운 성벽의 건설을 할 때 발굴되어 사용되었기 때문에, 지표 가까이에 옛 성벽의 모습을 볼 수가 있다. 이것이 유일하게 원래의 슈리성의 유구이다.

## 종교적 역할
슈리성은 정치 및 군사의 거점인것과 함께, 류큐의 얼마안되는 성역이기도 하다. 이전에는 성내에서는 열곳의 우타키가 있고, 또 슈리성 안 성곽의 남쪽의 커다란 범위를 “게오노우치”(京の内)라 부르는 성역이 차지하고 있다. “게오노우치”는 열 곳가량의 우타키의 중의 여러 곳과 울창한 커다란 나무의 숲이나 바위가 있을 뿐인 장소였지만, 이 숲이야말로 슈리성의 발상지로, 슈리성을 국가의 성지로 정하고있는 중요한 장소이다. 기도쿠 다이쇼를 시작해 신녀들이 게오노우치에서 제사를 행하였지만, 그 제사의 내용이나 제대로 된 게오노우치 내부의 상태는 지금도 알 수 없고, 현재 여기서 행해지는 제사의 연구에 기초하여 공개를 하기 위해 정비공사가 진행되고 있으나, 완전한 재현에는 이르지 못할 것이라 생각된다.
부지내의 우타키 등은 단순한 유적이 아닌, 현재에 이를 때까지 신앙의 대상이다. 류큐대학이 있던 무렵에는, 출입이 자유로웠던 탓에, 그 구조물 안의 이곳저곳의 절에는 항상 선향이나 종이 쪼가리가 바쳐졌고, 주로 여성의 절하는 모습이 자주 보였다. 그러나, 슈리성의 복원에 의해 무단 출입이 금지되고 말았다. 그래서 “슈리성의 건물의 재활했지만 절로서는 파괴되었다.”라는 말이 있다.

## 관련 성주
(제1쇼씨 왕조)쇼하시 왕→쇼추 왕→쇼시들→(중략)→(제2쇼씨 왕조)쇼엔 왕→쇼센 왕→쇼신 왕→중략→쇼이쿠 왕→쇼타이 왕

## 같이 보기
- 일본의 세계유산인 성
  - 가쓰렌성
  - 나카구스쿠성
  - 나키진성
  - 니조성
  - 슈리성 관련 항목
    - 자키미성
    - 히메지성

## 관광 및 교통 정보
- 입장료: 세이덴 입장료는 800엔(어른 개인)으로, 일본의 성곽 입장료로서는 꽤 비싸다.
- 교통: 오키나와 도시 모노레일의 종점 슈리 역에서 도보로 약 15분이며, 노선 버스로는 약 3분 거리이다.